# Monolithes d'Ikom
Les monolithes d'Ikom, ou monolithes des Bakor, sont des pierres volcaniques gravées venant du village d'Alok dans les environs d'Ikom au Nigeria. Ils sont appelés localement akwasnshi ou atal.
Ils se composent d'un groupe d'environ trois cents sculptures situées au nord-est du village d'Ikom, dans une région occupée par cinq factions Ekoi du Nord. Ce sont des pierres dressées anthropomorphes qui mesurent un peu moins d'un mètre à un peu plus d'un mètre cinquante.
Elles sont ornées d'inscriptions non encore déchiffrées.